# 항공서간
항공서간(航空書簡)은 1장의 종이를 접어 붙여 편지지와 봉투를 겸한 봉함엽서의 형태로 되어 있는 국제항공우편물로서 저렴하고 간편하게 이용할 수 있는 국제우편제도이며, 그 유래는 제2차세계대전 기간중인 1941년 3월 1일에 중동 주둔의 영국군에서 경량의 항공우편으로 시작한 "Air Mail Letter Card Service"로 알려져 있다.
"만국우편협약" 및 그 시행규칙에 규정된 항공서간은 '적당히 접어지고 모든 면에 풀칠한 한장의 종이로 된 우선취급우편물 및 항공우편물'로서, 어떠한 동봉물도 포함할 수 없고 반드시 직사각형 형태로 우편물 취급에 지장이 없도록 만들며, 규격제한은 최대 110×220mm, 최소 90×140mm (허용오차 각각 2mm) 범위에서 길이가 폭의 √2배 이상의 비율이 되어야 한다. 그 앞면은 주소, 요금선납 및 서비스 표시 및 표지를 위해 남겨 두어야 하며, 우편물 종별 표시로서 "Aerogramme"으로 인쇄하며 접수국의 언어로 이에 상당한 표시를 할 수도 있다.
또한, 접수국에서 허용하는 경우에는 등기취급도 가능하며, 각국의 우편관서는 이 규격에 준거해서 구체적인 항공서간의 발행, 제작 및 판매조건을 정하게 되어 있다.

## 한국의 항공서간

사제항공서간 규격

현재 한국에서는 항공서간은 전 세계 단일요금을 적용하고 있으며, "국제우편규정"에 의거 우체국에서 발행하는 관제항공서간과 사제항공서간으로 구분하는데, 원형을 변경할 수 없고, 표면에 우표외의 것은 붙이지 못하며, 내부에 어떠한 것도 넣을 수 없고, 등기로 발송할 수 있다. 또한, 관제항공서간에는 우편요금을 표시하는 증표가 인쇄되어 있으나, 사제항공서간에는 그것을 인쇄할 수 없고, 광고등은 게재할 수 없으며, 고시된 견본과 중량 등의 규격을 준수해야 하며, 이것을 위반한 경우에는 항공서장우편물로 간주한다.
현행 사제항공서간 규격은 정보통신부 고시 제1996-2호에 의거 다음과 같다.
- 최대: 110 × 220mm (±2mm)
- 최소: 90 × 140mm (±2mm)
- 비율: 가로는 세로의 1.4배 이상
- 중량: 5g 이하
- 색상: 연청색 바탕 (전면 가장자리에 표식이 있는 경우는 적색/청색의 항공우편 식별띠)
- 표면 기재 사항 및 기타 규격은 관제항공서간에 준함.

## 같이 보기
- 항공우편